# Темне місто (фільм, 1998)
«Темне місто» (англ. Dark City) — американський неонуарний фантастичний культовий фільм 1998 року режисера Алекса Прояса. Прем'єра відбулася в США 27 лютого 1998 року, фільм номінувався на премію Г'юго за найкращу драматичну презентацію та шість нагород «Сатурн». Студія New Line Cinema була занепокоєна, що широкий загал в кінотеатрах не зрозуміє фільму, і попросила Прояса додати до вступу пояснення. Режисерська версія, що відтворює оригінальне режисерське бачення, вийшла у 2008 році. Деякі критики вважають цей фільм ідейним попередником «Матриці».
За сюжетом, чоловік Джон Мердок отямлюється в місті, де ніколи не світить сонце. Він не пам'ятає хто він, але його переслідує поліція, вважаючи серійним убивцею. Опівночі всі люди в місті засинають і з'являються таємничі особи в чорному. Лише Джон не піддається їхньому впливу та намагається з'ясувати хто він і як тут опинився.

## Сюжет
Чоловік Джон Мердок отямлюється опівночі голим у ванній готельного номера. Оглядаючи готель, він знаходить людей, які сплять в неймовірних місцях і позах, а також труп жінки, розмальованої спіралями. Раптом дзвонить телефон і лікар Шребер застерігає, що Джон був учасником експерименту і за ним скоро «прийдуть». Джона починають переслідувати бліді люди в чорному одязі, що вимагають з нього гроші за три тижні проживання в готелі. Тим часом дружина Джона, Емма, відвідує Шребера, котрий повідомляє, що лікував її чоловіка, в якого стався нервовий зрив на ґрунті подружньої зради. Емма вирушає в поліцію, де довідується, що Джона підозрюють в серії убивств повій.
Джон блукає містом, де ніколи не сходить сонце, та чує від поліцейських, що знайдено його гаманець. Коли він відвідує бюро знахідок, поліція починає переслідувати його, а потім оточують люди в чорному. Вони намагаються приспати Джона гіпнозом, але це не діє і один з переслідувачів гине, впавши в механізм баштового годинника. В його голові виявляється істота, схожа на поліпа. На допомогу приходить повія, Джон вирішує провести якийсь час з нею аби перевірити чи відчуватиме він бажання її убити. Його підозри, що він той самий убивця, не підтверджуються. Врешті Джону вдається з'ясувати де він живе, він зустрічає вдома Емму, проте лише здогадується, що вона його дружина, але не пам'ятає її.
Інспектор Френк Бамстед розшукує Джона та після розмови з ним починає сумніватися, що той убивця. Тим часом Шребера відвідують люди в чорному та кажуть, що Джон володіє «налаштуванням», а тому дуже небезпечний. Інспектор відвідує божевільного детектива Едді, що малює спіралі та схожий на Джона. Едді запевняє Бамстеда, що пошуки вбивці марні, бо сама слідча справа підроблена.
Переховуючись, Джон бачить, що опівночі всі крім нього засинають, місто змінюється, а люди в чорному розставляють жителів по нових місцях, вколюючи їм шприцами фальшиві спогади. При цьому Шребер допомагає їм, і Джон вимагає від лікаря відповідей. Шребер обіцяє йому навчити користуватися «налаштуванням» аби подолати хазяїв міста, проте боїться, що його викриють. Джон за своїми речами встановлює, що знав якогось дядечка Карла та жив у прибережному місті Шелл-Біч. Він намагається дістатися туди, проте жоден шлях не веде в Шелл-Біч. Едді впізнає Джона на вулиці та розповідає, що теж колись прокинувся в не той час, після чого кидається під потяг. Джону вдається розшукати Карла. Той повідомляє як Джон жив у Шелл-Біч і його батьки загинули при пожежі. Та Джон не вірить йому і скоро переконується, що той у змові з людьми в чорному.
Один з людей у чорному, Містер Рука, вколює собі збережені Шребером спогади Джона. Він розшукує його дружину, щоб дізнатися куди той може піти далі. Йдучи по сліду, Містер Рука знаходить повію, яка раніше допомогла йому, та вбиває, лишивши на тілі знаки спіралей. Він перестріває Джона під час наступної перебудови міста й нападає. Та Джону вдається перемогти, він намагається добитися від Містера Руки відповідей, однак їх розділяє рух будинку. Люди в чорному переслідують Джона, та на допомогу прибуває інспектор Бамстед.
Інспектор визнає його невинним, коли Джон запитує коли востаннє був день, а потім рухає поглядом альбом. Бамстед влаштовує йому зустріч із дружиною. Джон припускає, що Емма не зраджувала йому, а спогади про це підроблені. В цей час люди в чорному приходять у відділок разом із Шребером, який намагається вколоти Джону фальшиві спогади. Бамстед забирає їх обох з собою на пошуки Шелл-Біч.
Лікар зізнається, що люди в чорному — це інопланетяни, що вселилися в людські трупи. Вони викрадають людей і ставлять експерименти над ними, щоб з'ясувати чи робить людину особистістю сама тільки сума спогадів, або ж дещо інше — душа. Здобувши душу, інопланетяни зможуть вижити самі. Шреберу вони зберегли пам'ять про професійні навички, щоб той допоміг їм. Одного разу лікар ввів Джону пам'ять убивці, але той прокинувся передчасно. Те, що він діє без пам'яті, свідчить, що душа існує.
Розшукуючи Шелл-Біч, втікачі пробивають стіну, за якою виявляється космічний простір. Інспектор вилітає в пробоїну, внаслідок чого гине. Містер Рука бере Емму в заручниці та користується спогадами Джона, щоб приспати його. Після цього Джона забирають в глибини міста, що є величезною спіральною космічною станцією. Інопланетяни роблять йому ін'єкцію своєї колективної пам'яті, за допомогою чого вони зможуть зрозуміти секрет душі. Та Шребер зраджує їх, ввівши у шприц спогади про себе з інструкцією як подолати інопланетян. Джон отямлюється і, пов'язаний тепер з усіма цими істотам, знищує інопланетян. Містер Книга протистоїть йому, в ході двобою місто хаотично перебудовується. Врешті Містер Книга гине, проте і сховище спогадів містян втрачається.
Маючи тепер контроль над машинами інопланетян, Джон відновлює темне місто й створює на околиці Шелл-Біч. Містер Рука виявляється живий і запитує в чому секрет душі. Джон відповідає, що в усякому разі інопланетяни шукали її «не там». Він розвертає станцію до сонця і вирушає в Шелл-Біч, а на узбережжі зустрічає Емму, яка тепер має зовсім інші спогади та зветься Анною. Познайомившись, обоє вирушають прогулятися разом.

## У ролях
- Руфус Сюелл — Джон Мердок
- Вільям Герт — інспектор Френк Бамстед
- Кіфер Сазерленд — лікар Деніел Шребер
- Дженніфер Коннеллі — Емма Мердок
- Річард О'Брайєн — Містер Рука
- Ієн Річардсон — Містер Книга
- Брюс Спенс — Містер Стіна
- Колін Фрілз — детектив Едді Валенський
- Джон Блузал — Карл Гарріс
- Мітчел Бутел — офіцер Гасселбек
- Мелісса Джордж — Мей

## Створення
«Темне місто» створювалося під впливом нуарних кінострічок 1940-50-х років, таких як «Мальтійський сокіл» (1941). В ньому прослідковуються кафкіанські мотиви, а Прояс називав з-поміж джерел натхнення сереал «Сутінкова зона». Метою режисера було створити науково-фантастичний фільм з елементами жахів аби спантеличити глядачів.
Прояс писав сценарій разом з Лемом Доббсом та Девідом Гоєром. Гоєр був автором сценарію «Ворон: місто ангелів», продовження фільму Прояса «Ворон» 1994 року; Прояс запросив Гоєра написати сценарій для «Темного міста» після прочитання сценарію Гоєра для «Блейда», який тоді ще не вийшов. Товариство письменників Америки спочатку протестувало проти роботи понад двох сценаристів над фільмом, але врешті-решт змирилося й зарахувало всіх трьох. Спершу Прояс планував фільм як історію про детектива 1940-х, який не може розкрити справу, де факти не мають сенсу. В процесі створення вигаданого світу для персонажа-детектива Прояс створив інших персонажів, змістивши фокус від детектива до переслідуваного ним гаданого злочинця. Прояс бажав зафільмувати розповідь, де глядачі могли б розглянути події з точки зору кількох персонажів.
Коли Прояс закінчив попередній фільм «Ворон», він звернувся до художника-постановника Патріка Татопулоса, щоб намалювати концепції світу, в якому відбуваються події «Темного міста». Татопулос бачив концепцію міста такою: «Фільм відбувається всюди, і не відбувається ніде. Це місто, побудоване зі шматків міст. Куточок з одного місця, інший ще звідкись. Отже, ви насправді не знаєте, де ви перебуваєте. Частина буде виглядати як вулиця в Лондоні, але частина архітектури схожа на Нью-Йорк, але основа архітектури знову-таки нагадує європейське місто. Ти там, але ти не знаєш, де ти. Як у кожній подорожі, ти губишся».
Дизайн проєкту включав теми темряви, спіралей та годинників. Здається, що у світі міста немає сонця, і у фільмі були використані спіральні конструкції, які стискаються при наближенні. Головний міський годинник не показує часу.

## Оцінки й відгуки
Фільм зібрав середню оцінку на Rotten Tomatoes 76 %, а на Metacritic 66/100.
Редакція «The Washington Post» відгукнулася про фільм: «Це кошмарний науково-фантастичний нуарний фільм, приголомшливо складний на поверхні, досить простий на глибині (а там є не вельми багато), але в усякому разі насолода для очей». «У певному сенсі, це менше фільм, ніж візуальний архів, каталог тіней, перил, схожих на тюрми барів, та світлотіні, що складають нуарний стиль фільму. Його було не стільки зрежисовано, як витворено».
На думку «Fantasy & Science Fiction», «Справжнє мистецьке бачення наповнює кожен кадр „Темного міста“. Так, Алекс Прояс зазнав впливу своїх культурних попередників. Усього, починаючи від „Метрополіса“ Фріца Ленга та голлівудських нуарних фільмів 1950-х років, закінчуючи французькими графічними романами і „Бразилією Террі“ Гілліама. Але Прояс — це більше, ніж дрібний крадій. Це алхімік, який взяв незліченні фрагменти культури й плоди власної уяви та створив із них щось рідкісне й дуже цінне».
Критичнішим був відгук «Explore Entertainment»: «Як ніщо інше, „Темне місто“ є свідченням того, як дивацькі багатства з рогу достатку наркотичної науково-фантастичної образності можна тепер утиснути в один фантастичний фільм. Це також свідчення того, який мізерний вплив справлятиме така образність, якщо ми не вкладатимемо гроші в історію, нею зображену… „Темне місто“ настільки зайняте спробами вразити ваш розум, що ніколи не виявляє власного».